# 光 (2017年の河瀨直美監督の映画)
『光』（ひかり、英題：Radiance）は、2017年の日本のドラマ映画。河瀨直美が監督と脚本を務め、永瀬正敏、水崎綾女らが出演。弱視の男性写真家と、視覚障害者用に映画の音声ガイドを制作する女性の交流を描く。
第70回カンヌ国際映画祭ではパルム・ドールを競うメインコンペティションに選出され、河瀨監督にとって日本人監督最多の8度目の正式出品、永瀬にとって日本人俳優初の3年連続の出演作の出品となった。パルム・ドールの受賞は逃したものの、エキュメニカル審査員賞を受賞し、これは日本人監督作品では2000年の『EUREKA』（青山真治監督）以来2度目となった。

## キャスト
- 永瀬正敏 - 中森雅哉
- 水崎綾女 - 尾崎美佐子
- 神野三鈴 - 智子、時江（劇中映画）
- 小市慢太郎 - 明俊
- 早織
- 大塚千弘
- 大西信満
- 堀内正美
- 白川和子
- 藤竜也 - 北林監督、重三（劇中映画）
- 樹木希林 - 音声ガイド[7]

## 劇中映画『その砂の行方』
本作の劇中に登場する短編映画『その砂の行方』は、本編で藤竜也が演じる北林監督が監督と主演を務めたという設定の作品として、本編と同じチームによって手掛けられている。
2017年6月10日に行われた舞台挨拶で劇中映画の長さや公開予定の有無についての質問も挙がっており、6月30日から全編の16分が一部の劇場で本編と同時上映された。

## 製作
河瀨監督は、自身の映画『あん』で初めて音声ガイドに触れたことが本作のきっかけになったと述べている。
永瀬正敏が演じる雅哉の部屋にある写真はすべて永瀬本人によるもので、永瀬は撮影期間中は弱視を体験できるゴーグルを常に着けていたと述べている。水崎綾女が務める音声ガイドの原稿は水崎本人によるもので、水崎は役を演じるにあたり『あん』の音声ガイドも自主制作した。また永瀬と水崎は役作りのために撮影前からそれぞれの部屋のセットで生活をした。
撮影は2016年10月16日に奈良県で開始した。